# Bitcoin Cash
Bitcoin Cash — криптовалюта, форк Біткойна, що відокремилася від нього. Розгалуження відбулося 1 серпня 2017 року.

## Історія

Кількість транзакцій в системі «Біткойн» за місяць

Розмір блоку в блокчейні Біткойна обмежений до 1 мегабайта. Коли транзакцій було не дуже багато, таке обмеження майже ні на що не впливало, але істотно обмежувало можливості DDoS-атаки. Зі зростанням популярності Біткойна, кількість транзакцій збільшилася, але через обмеження максимального розміру блоку не всі транзакції «вміщувалися» відразу, періодично виникала черга. У травні 2017 року ситуація сильно погіршилася. Деякі користувачі скаржилися, що їм доводиться чекати підтвердження декілька днів. Для прискорення обробки користувач може призначити підвищену комісію. Але це робить користування біткойном досить дорогим, особливо для невеликих платежів — зникає сенс використовувати їх, наприклад, в кафе і барах.
Для вирішення проблеми пропонувалося два варіанти:
- Bitcoin Unlimited — зняти обмеження в 1 Мб. За це виступали багато майнерів, оскільки збільшення розміру блоків не тільки ліквідує чергу, але і підвищить прибутковість майнінгу, за рахунок зростання сумарної комісії в блоці, навіть якщо комісія за транзакцію впаде. Проти були в основному розробники — вони вважають, що зняття ліміту призведе до зростання вимог до потужності техніки, дрібні майнери вийдуть з бізнесу, що призведе до централізації системи;
- Segregated Witness (SegWit) — частину інформації зберігати не в блокчейні, а в окремих файлах, за межами ланцюжка блоків. Розробники вважають, що в результаті звільниться багато місця, в блоці буде міститися більше транзакцій і швидкість підтверджень збільшиться. Прихильники Bitcoin Unlimited вважають, що це лише тимчасове і більш складне рішення.

У результаті був розроблений компромісний протокол SegWit2x — частина інформації зберігати за межами блокчейну і розмір блоків збільшити до 2 МБ.
20 липня 2017 року 95 % майнерів проголосувало на користь «Пропозиції щодо вдосконалення» (Bitcoin Improvement Proposal, BIP) 91. У ньому було запропоновано запровадити новий протокол SegWit2x 1 серпня 2017 року, але без негайного збільшення розміру блоків. Деякі учасники вважають, що введення BIP 91 без збільшення розміру блоку не вирішить проблеми, але лише відкладе її, і буде діяти в інтересах тих, що розглядає біткойн як об'єкт для інвестицій, а не як платіжну систему.
Група розробників, під керівництвом екс-інженера Facebook Аморі Сечета, оголосила про відмову від SegWit2x, збереження колишньої структури блокчейну (без зберігання інформації за його межами), але збільшення розміру блоку до 8 Мб. Свою гілку вони назвали Bitcoin Cash. Прихильники Bitcoin Cash вважають його єдиним вірним біткойном.
1 серпня 2017 року відбулося «примусове розгалуження». В обидвох криптовалют є загальна початкова історія. Блок 478558 став останнім спільним блоком. Наступний блок, з номером 478559, було сформовано двічі в різних форматах. Один з них відповідає протоколу SegWit2x, інший — Bitcoin Cash, який фактично став першим блоком нової криптовалюти. Всі наступні транзакції розділені — потрапляють в різні гілки блокчейну, оскільки програми кожної з гілок працюють з попередніми форматами блоків, але відкидають нові формати один одного.
Таким чином, всі, хто мав біткойни до 1 серпня, після поділу зберегли всі свої біткойни, але автоматично стали власниками ще й аналогічної кількості Bitcoin Cash. Фактично, поділ гілок створив можливість подвійної витрати з одного і того ж гаманця, з використанням одних і тих же ключів доступу, хоча це вже дві різні криптовалюти, для роботи з якими використовується різне ПЗ, хоча відмінності мінімальні.
Ф'ючерси на Bitcoin Cash почали торгуватися з 0.5 BTC на 23 липня, але впали до 0.10 BTC до 30 липня.
20 грудня 2017 року курс Bitcoin Cash стрімко зріс із 50 000 гривень до 110 000 гривень за одиницю (за даними біржі BTC TRADE UA), в той же час більшість криптовалют в той день впали в ціні, в тому числі і Bitcoin (із 530000 до 455000). Такі різкі зміни курсів пов'язують із тим, що один із засновників Bitcoin продав свої власні біктоїни і зосередився на власній розробці Bitcoin Cash.

## Прихильники і противники
Список сервісів обміну цифрових валют, які планують підтримати Bitcoin Cash:
- Kraken[16]
- Bitfinex[17]

Список сервісів обміну, які не планують підтримати:
- Coinbase[20]
- GDAX (a Coinbase subsidiary)
- Bitstamp